# 장쯔무
장쯔무(중국어 간체자: 张籽沐, 병음: Zhāng Zîmù, 한자음: 장자목, Annabel Zhang, 2008년 1월 6일 ~ )는 중국의 어린이 배우이자 모델이다.